# استیو کمپ
استیو کمپ (انگلیسی: Steve Kemp؛ زادهٔ ۷ اوت ۱۹۵۴) بازیکن بازنشسته بیس‌بال ارمنی‌تبار اهل ایالات متحده آمریکا است که در لیگ برتر بیسبال آمریکا بازی می‌کرد. وی در بازی‌های پان‌امریکن موفق به کسب مدال نقره شد.

## باشگاهی
از باشگاه‌هایی که در آن بازی کرده‌است می‌توان به نیویورک یانکیز و تگزاس رنجرز اشاره کرد.

## زندگی شخصی
وی در ۷ اوت ۱۹۵۴ در سن آنجلو، تگزاس به دنیا آمد.